# Padang Matinggi (Padangsidimpuan Selatan)
Padang Matinggi is een bestuurslaag in het regentschap Padang Sidempuan van de provincie Noord-Sumatra, Indonesië. Padang Matinggi telt 5170 inwoners (volkstelling 2010).